# Somerset Levels

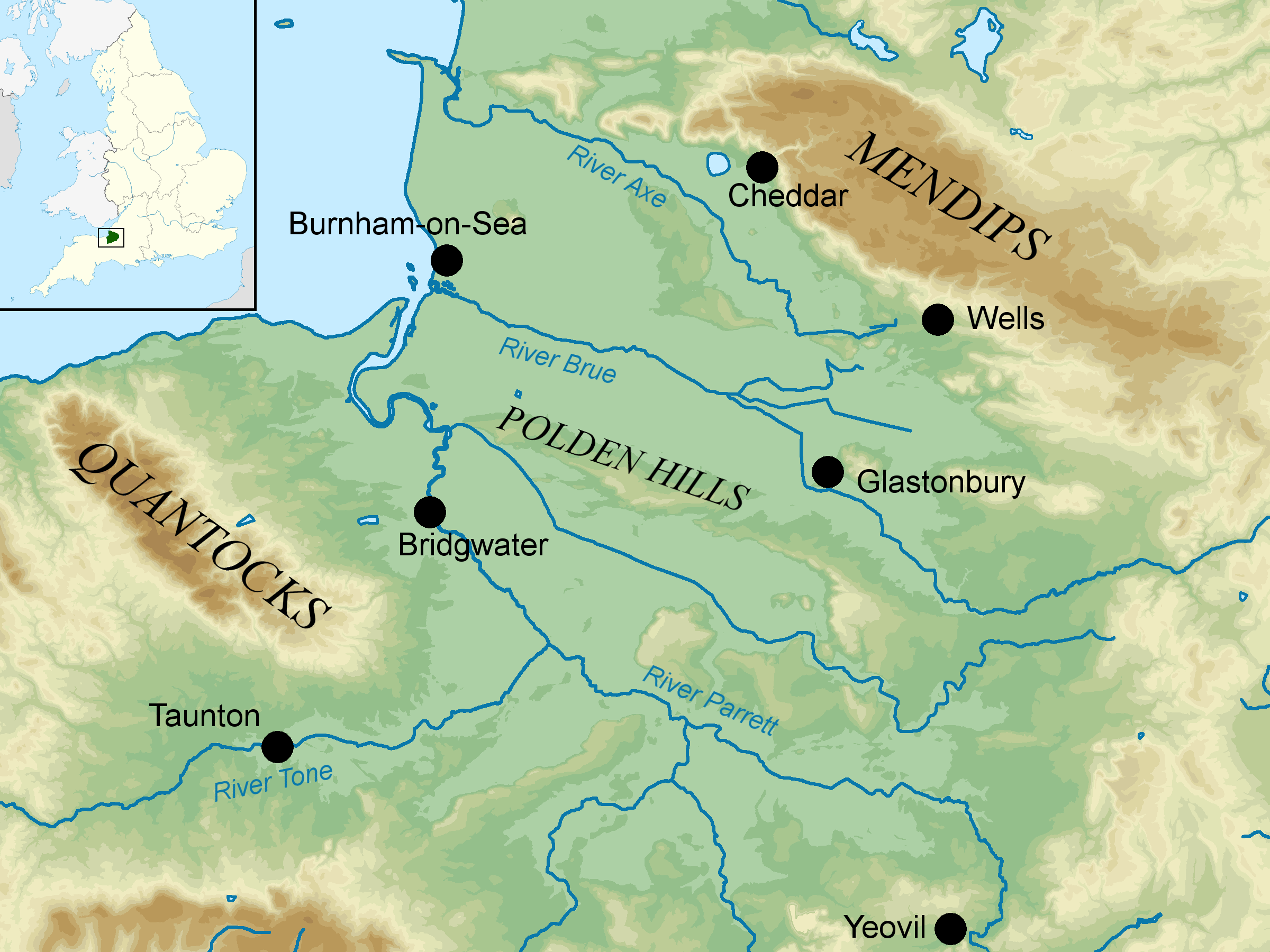
Carte des Somerset Levels.

Les Somerset Levels ou Somerset Levels and Moors sont une plaine côtière peu peuplée et humide du centre du Somerset, en Angleterre. Le site est également désigné site Ramsar depuis 1997.